# Bystrz
Bystrz (deutsch Bystrz, 1938 bis 1945 Brücknersmühl) ist ein kleiner Ort in der polnischen Woiwodschaft Ermland-Masuren und gehört zur Gmina Świętajno (Landgemeinde Schwentainen, 1938 bis 1945 Altkirchen (Ostpr.)) im Powiat Szczycieński (Kreis Ortelsburg).

## Geographische Lage
Bystrz liegt zwischen dem Puppener See (polnisch Jezioro Spychowskie) und dem Kurwig-See (1938 bis 1945 Kurwick-See, polnisch Jezioro Kierwik) in der südlichen Mitte der Woiwodschaft Ermland-Masuren, 25 Kilometer östlich der Kreisstadt Szczytno (deutsch Ortelsburg).

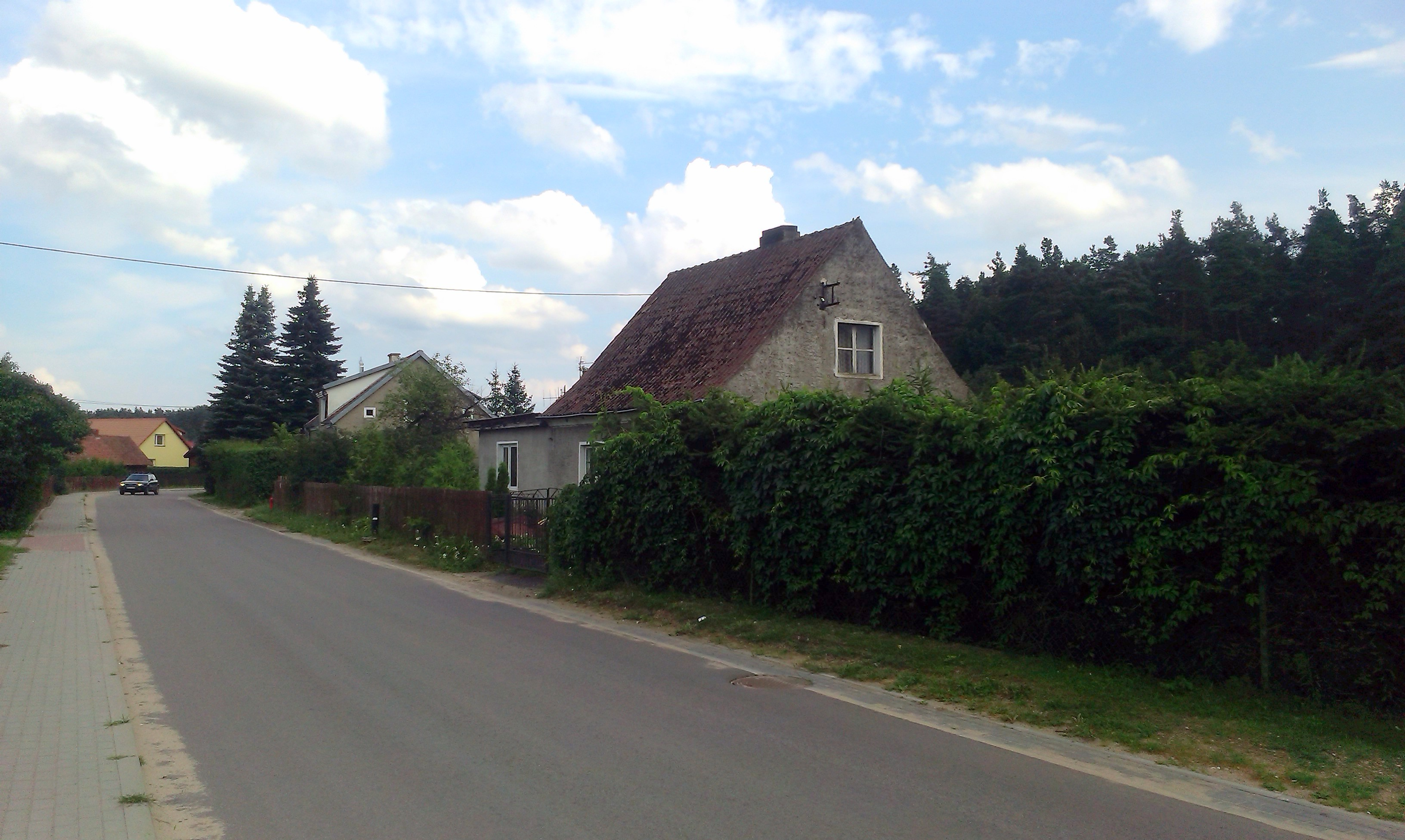
Dorfstraße in Bystrz

## Geschichte
Der nach 1785 Bistrz, um 1820 Bystrz, nach 1820 Bystrz Mühle genannte kleine Ort, bestehend aus Sägewerk und mehreren kleinen Höfen, wurde 1751 gegründet. Das Gründungsprivileg ist auf den 30. September jenes Jahres datiert. Damals verschrieb Friedrich der Große dem Gottfried Brückner eine Hausmühle mit zwei unterschiedlichen Mahlgängen am Bystrzfließ. Seit 1892 wurde der Ort als zur Gemeinde Puppen (polnisch Spychowo) im ostpreußischen Kreis Ortelsburg genannt. Im Jahr 1905 zählte Bystrz Mühle 214 Einwohner und wurde 1938 in Brücknersmühl umbenannt.
In Kriegsfolge kam Brücknersmühl 1945 mit dem gesamten südlichen Ostpreußen zu Polen. Der heutige Weiler (polnisch Osada) trägt nun wieder den Namen „Bystrz“. Er gehört zur Gmina Świętajno (Schwentainen, 1938 bis 1945 Altkirchen (Ostpr.)) im Powiat Szczycieński (Kreis Ortelsburg), bis 1998 der Woiwodschaft Olsztyn, seither der Woiwodschaft Ermland-Masuren zugehörig.

## Kirche
Bis 1945 war Bystrz bzw. Brücknersmühl in die evangelische Kirche Puppen in der Kirchenprovinz Ostpreußen der Kirche der Altpreußischen Union und in die römisch-katholische Kirche Ortelsburg im Bistum Ermland eingepfarrt. Heute gehört Bystrz katholischerseits zur Kirche der Mutter Gottes von der immerwährenden Hilfe in Spychowo im jetzigen Erzbistum Ermland, evangelischerseits zur Pfarrei in Szczytno in der Diözese Masuren der Evangelisch-Augsburgischen Kirche in Polen.

## Verkehr
Bystrz liegt an einer Nebenstraße, die bei Spychowo (Puppen) von der Landesstraße 59 abzweigt und nach Kierwik (Kurwick, 1938 bis 1945 Kurwig) und Koczek (Waldersee) führt. Die nächste Bahnstation ist Spychowo an der Bahnstrecke Olsztyn–Ełk (deutsch Allenstein–Lyck).